# 朝陽丸 (軍艦)

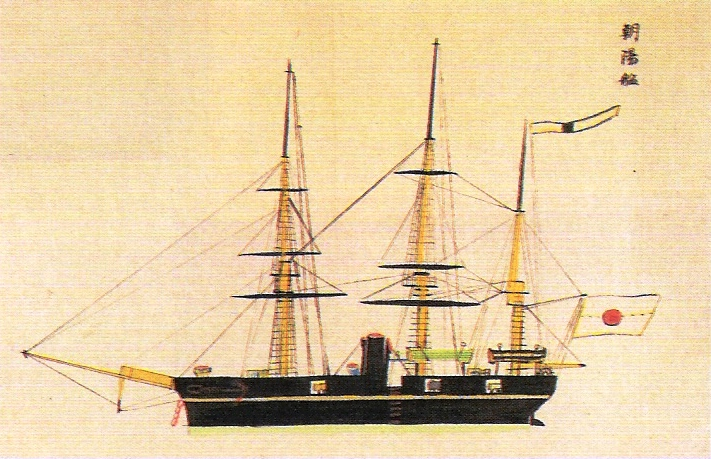
朝陽丸

朝陽丸（日語：ちょうようまる），為日本江戶時代一軍艦，於1858年由江戶幕府建造。於建造同年被明治新政府捉獲，一年後在箱館灣海戰中被蟠竜丸擊中炸彈儲存庫，及後沉沒於海中。名字「朝陽」來自詞語「朝日」，意思是「山之東」，舊名江戶丸。和成臨丸是姐妹艦關係。

## 服役生涯

### 長崎海軍傳習所
1853年發生黑船來航事件，一年後簽訂了神奈川條約，當時只有砲艦的幕府看見西方列國均擁有先進的蒸氣軍艦，不禁感到十分緊張，便與法國商討購買蒸氣軍艦，並建立長崎海軍傳習所來培育。最後幕府向法國成功訂購兩艦軍艦，其中一艦於1855年到達日本（該艦是成臨丸），而三年後另一艦軍艦到達長崎，取名為江戶丸（朝陽丸的前身）。
一個月後，江戶丸曾到筑前國福岡訪問，一年後在勝海舟命令下停泊於江戶。

### 成為幕府海軍的主力

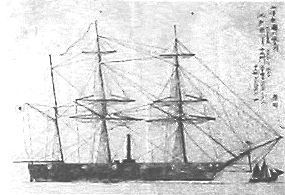
朝陽丸

當時幕府擁有三艦軍艦，除朝陽（當時已改名）、成臨外，還有蟠竜丸。
1861年，水戶藩脫藩之14名攘夷派浪士意圖襲擊英國公使阿禮國（第一次東禪寺事件），艦長矢田堀鴻向長崎一方連絡航海。在開發小笠原諸島期間，朝陽丸負責救助一些迷失方向的外國船隻，並送往京都、大阪。1863年，長洲藩爆發下關戰爭，朝陽丸受到長洲藩藩士的攻擊，並有一段時間被他們佔用（又叫朝陽丸事件）。
1864年，爆發天狗黨之亂，朝陽丸奉命出征到那珂湊市。到達的時候，天狗黨的人士用老式槍威嚇朝陽丸，朝陽丸於停泊後便以空炮還擊。浪士原本想用漁船來搶奪軍艦，但當朝陽丸一駛動，他們便立刻逃跑。最後朝陽丸成功捉獲一般漁船，及後便航行回江戶灣。

### 易手至明治新政府後

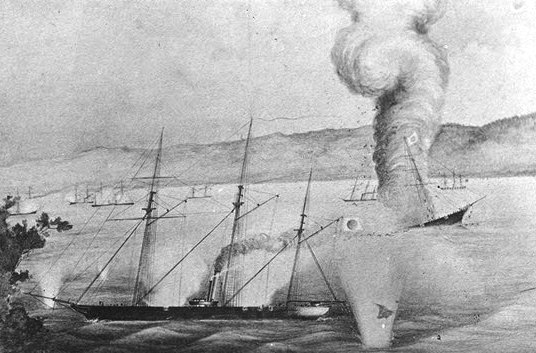
朝陽丸於被擊中的一刻

1868年，戊辰戰爭爆發，江戶幕府倒台，於是朝陽丸便被易手至明治新政府。於航行期間，鍋爐突然破損，氣體泄漏，以至無法繼續航行。一年後由中牟田倉之助成為艦長，由品川出發，在幕府軍追擊下向北航行。
同年，朝陽丸參加箱館戰爭，並且十分活躍，曾擊中松前城。6月6日受命參加箱館灣海戰，20日明治新政府發動箱館總攻擊，幕府軍艦蟠竜丸在折返途中試圖作出垂死掙扎。同日早上大約七時三十分，蟠竜丸擊中朝陽丸的炸彈儲存庫，之後朝陽丸被擊沉於海中。艦長中牟田倉之助雖重傷但活了下來，其他的船員當中，有五十七人死亡（其中三人為上岸後不治），另外五人重傷。
於箱館戰爭後，後人為追弔朝陽丸陣亡船員，於函館山建立「己巳役海軍戰死碑」。